# Brachycythara brevis
Brachycythara brevis is een slakkensoort uit de familie van de Mangeliidae. De wetenschappelijke naam van de soort is voor het eerst geldig gepubliceerd in 1850 door Adams C. B..